# Elway Bevin
Elway Bevin (* um 1554; † 1638) war ein englischer Organist, Komponist und Musiktheoretiker.

## Leben und Werk
Elway Bevin wirkte von 1575 bis 1584 als Chorvikar an der Kathedrale von Wells. 1589 wurde er Chormeister und Organist der Kathedrale von Bristol und 1605 außerordentliches Mitglied der Chapel Royal. Er verlor angeblich 1637 beide letztgenannten Stellungen, weil er Katholik war. Elway Bevin war Lehrer von William Child.
Elway Bevin schrieb drei Services, fünf Anthems, einen Kanon sowie A Brief and Short Introduction to the Art of Musick (London 1631).